# Блажова (гмина)
Блажова (пол. Błażowa) — городско-сельская гмина (волость) в Польше, входит как административная единица в Жешувский повет, Подкарпатское воеводство. Население — 10 638 человек (на 2004 год).

## Демография
| Перепись                       | Всего   | Всего | Женщины | Женщины | Мужчины | Мужчины |
| ------------------------------ | ------- | ----- | ------- | ------- | ------- | ------- |
| Единицы                        | человек | %     | человек | %       | человек | %       |
| Население                      | 10 638  | 100   | 5409    | 50,8    | 5229    | 49,2    |
| Плотность населения (чел./км²) | 94,4    | 94,4  | 48      | 48      | 46,4    | 46,4    |

## Сельские округа
1. Бялка
2. Блажова-Дольна
3. Моклучка
4. Блажова-Гурна
5. Футома
6. Конколювка
7. Уязды
8. Лецка
9. Новы-Борек
10. Пёнткова

## Соседние гмины
1. Гмина Домарадз
2. Гмина Дынув
3. Гмина Хыжне
4. Гмина Любеня
5. Гмина Небылец
6. Гмина Нозджец
7. Гмина Тычин